# Elisenda de Moncada
Elisenda de Moncada o Elisenda de Moncada Pinós (Aitona, 1292 - Barcelona, 1364), reina consorte de la Corona de Aragón. El 25 de diciembre de 1322 se convirtió en la cuarta y última de las esposas del rey Jaime II, tras la muerte de María de Chipre.

## Biografía

### Juventud y enlace con Jaime II
Elisenda era hija del senescal Pedro II de Moncada, señor de la baronía de Aitona, y de su segunda esposa, Elisenda de Pinós. Pertenecía a una de las familias más nobles de Cataluña, del  linaje de los Montcada, muy cercana a la monarquía. Elisenda tenía dos hermanos: Ot, que fue el padrino de bautizo del futuro Pedro el Ceremonioso, y Gastón, elegido primer obispo de Huesca y después de Gerona. La boda de Elisenda con el rey era conveniente para las relaciones entre el rey y la rama menor del poderoso clan de los Montcada.
Cuando el rey Jaime II quedó viudo de su tercera mujer, María de Chipre, se apresuró a contraer un nuevo matrimonio. Justo al cabo de un mes de la muerte de la reina se dirigió al cardenal Túsculo para que intercediera cerca del papa Juan XXII y obtuviera una dispensa de consanguinidad en tercer o cuarto grado para concertar nuevas nupcias. Curiosamente, el rey no indicaba el nombre de la elegida, pero era Elisenda de Moncada. El monarca parecía muy animado con la idea y se apresuró en los trámites sin disimular que tenía prisa.
El casamiento con Jaime el Justo se efectuó en Tarragona el día de Navidad del año 1322. El rey dotó la novia con las rentas de Berga, Burriana, Tortosa, Morella, Torroella de Montgrí y Pals, y al hermano mayor con las poblaciones de Serós y Mequinenza. Ella tenía 30 años y él, que había enviudado de María de Chipre, unos 55. Se instalaron en el palacio real de Barcelona y tuvieron una vida relativamente tranquila. Ella intervenía en los asuntos de estado dando consejo como habían hecho otras reinas. Fue partidaria del nieto de Jaime II, el futuro Pedro el Ceremonioso, cosa que este le agradeció siempre. La reina era una mujer madura, culta, bella y muy piadosa, lo que hacía que el día a día en la corte real fuera cordial, a pesar de la rigidez y la severidad de Jaime II.
Escribe Jesús Ernest Martínez Ferrando: 

Elisenda, por sus cualidades femeninas, por su exquisita religiosidad, fue el mejor sedante que pudo encontrar el monarca en la amargura de sus últimos años; el diálogo con la devota esposa endulzó sus horas de suplicio espiritual y físico; bien puede decirse que Elisenda ayudó a Jaime II «a bien morir». Mientras la muerte se acercaba -como observa dicho biógrafo-, se estableció entre los dos esposos «un mutuo deleite religioso».
Martínez Ferrando, J. E. (1953). Biografia de Elisenda de Montcada “Regina de Pedralbes”. Barcelona: Ayuntamiento.

La nueva reina, aunque tenía en Tortosa el centro de su dote y que en el castillo de dicha ciudad habían residido largas temporadas sus predecesoras, las reinas Blanca de Nápoles y María de Chipre, eligió Barcelona y su Palacio Mayor como residencia habitual. Allí pasó su vida. Como no tuvieron hijos y el rey pronto enfermó, achacoso, Elisenda le consagró su vida, así como a las prácticas religiosas y el ejercicio de la caridad.

### Construcción del monasterio de Pedralbes

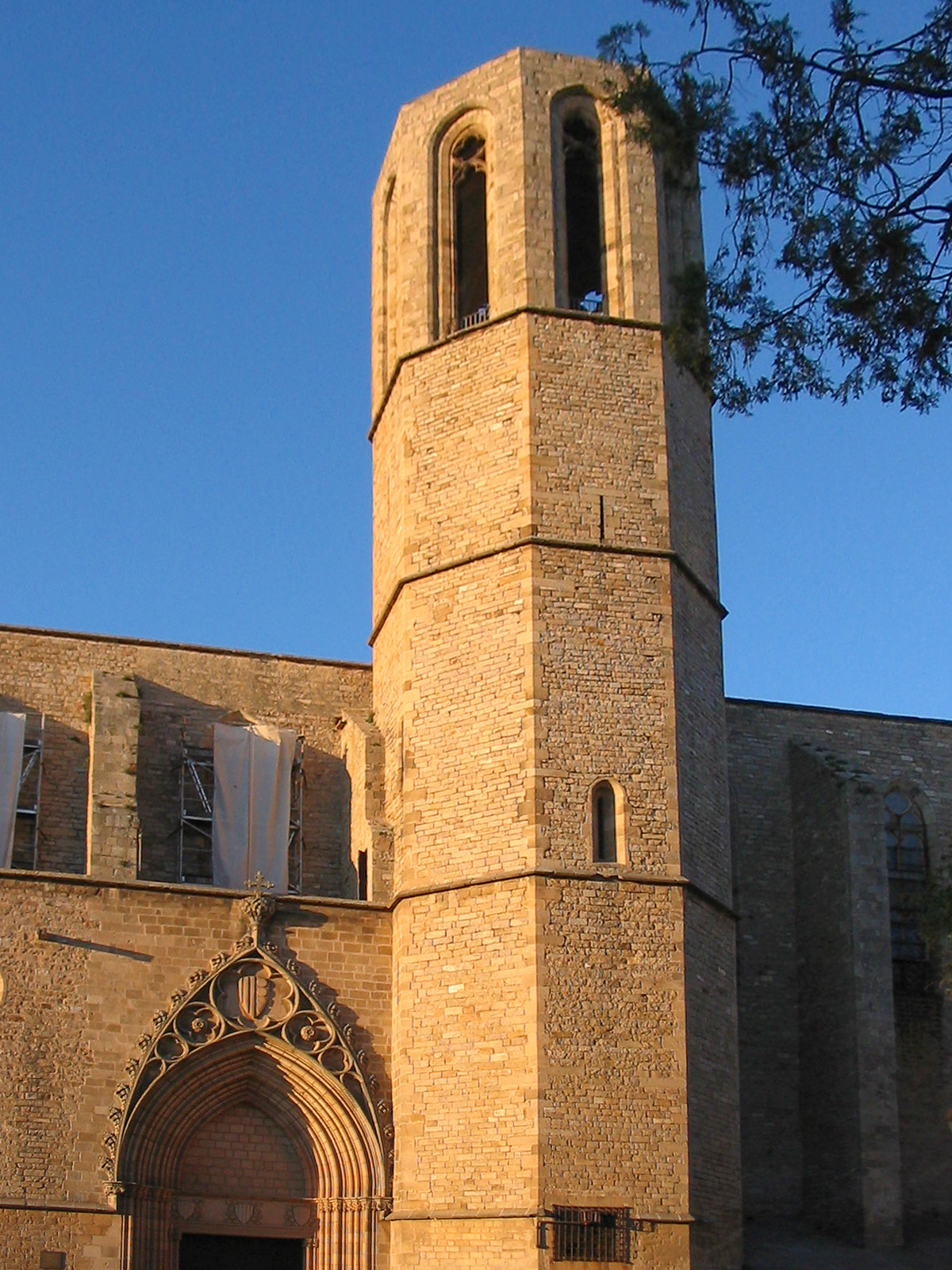
Monasterio de Pedralbes

El rey en su testamento, que había redactado pocos meses antes de su muerte, ratificaba, entre otras cosas, las donaciones en rentas hechas a su esposa. Además le dejaba la corona de oro que le había comprado en el momento de la boda y muchas otras joyas, telas buenas y paramentos de mesa como una vajilla trabajada en oro y plata.
Cuando Elisenda le expresó su deseo de fundar un monasterio de religiosas de Santa Clara alrededor de Barcelona, el rey se apresuró a complacerla, aunque ya existía en Villafranca del Panadés un monasterio de clarisas fundado por Blanca de Anjou, la primera esposa del monarca. Solo puso una condición: que el monasterio se erigiera en honor de la madre de Dios. Primero se designó para su emplazamiento el lugar de Valldaura, entre Sardañola y Moncada, pero luego se optó por un lugar llamado Pedralbes debido a la cantidad de piedra blanca que se extraía de una cantera allí existente. Las gestiones y las obras avanzaron con celeridad. Tal vez Jaime II presentía su muerte y deseaba que la mística ilusión de su esposa se convirtiera en una realidad lo antes posible. En 1326 Elisenda fundó y dotó el monasterio de monjas clarisas de Pedralbes (Barcelona). El 3 de mayo de 1327 ingresaron catorce monjas en el monasterio y eligieron la primera abadesa, Soberana de Olzet.

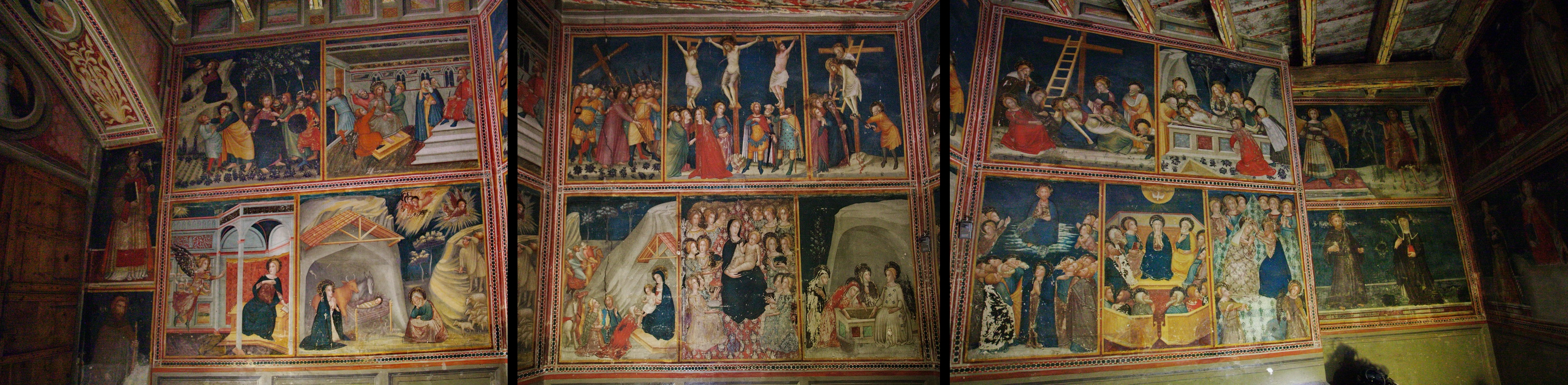
Pinturas de la celda de San Miguel

Ese mismo año, al quedar viuda Elisenda, se retiró durante 37 años en un palacio inmediato al monasterio, en el que está enterrada. A pesar de no ser nunca monja el acto de la fundación la dotó de amplios poderes sobre el funcionamiento interno del monasterio, promocionando las artes, como por ejemplo con las pinturas de la celda de San Miguel, encargadas por la abadesa Francesca Saportella, sobrina de Elisenda. A pesar de su internamiento, participaba de algunos eventos oficiales, como el traslado de los restos de  Santa Eulalia a la catedral de Barcelona, donde acompañó a María de Navarra, esposa de Pedro el Ceremonioso y  Constanza, esposa de Jaime III de Mallorca. Dictó testamento el 11 de abril de 1364 y murió el 19 de julio del mismo año.
La reina viuda ordenó que se construye un palacete junto al monasterio de Pedralbes, completamente separado de este. Vivió 37 años. Durante estos años su intención fue favorecer al máximo el monasterio para que no se encontrara, una vez muerta ella, en dificultades económicas, algo bastante habitual en los monasterios femeninos. Las donaciones reales casi ahogaron el espíritu franciscano de la vida conventual. Gestionó la construcción del edificio y la ornamentación del mismo. Pintores, como Ferrer Bassa o los hermanos Serra, fueron contratados para embellecer el monasterio.

## Muerte y sepultura

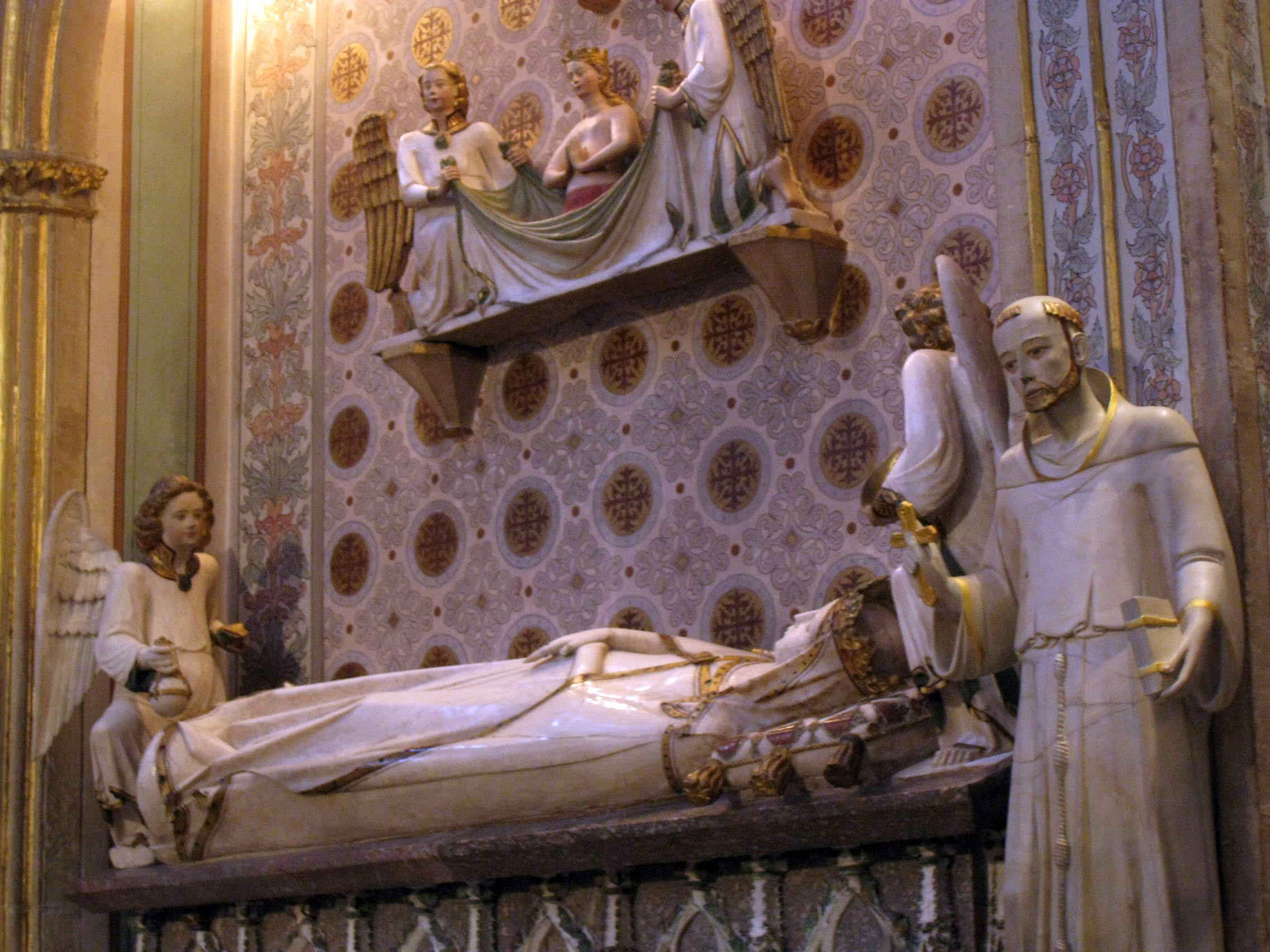
Parte de la tumba de Elisenda de Moncada como reina

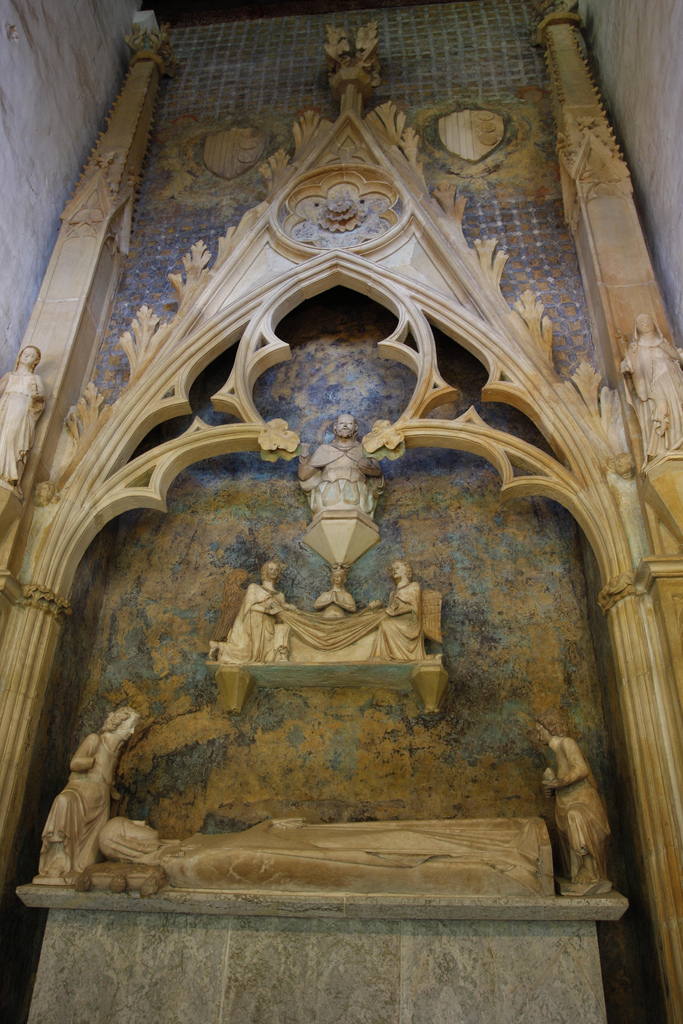
Parte de la tumba de Elisenda de Moncada como monja clarisa

Elisenda murió el 19 de julio de 1364. Dejó como heredero al monasterio, excepto algunos bienes destinados a instituciones, familiares o conocidos de ella. Obligó a derribar el palacete donde vivía, lo que se hizo inmediatamente. El inventario de su habitación demuestra la sencillez en que vivía, a pesar de las joyas y las telas buenas que regaló. El sepulcro de la reina está situado junto la pared que separa la iglesia del claustro, de forma que parte del monumento está dentro de la iglesia y parte en el claustro. La tumba es una magnífica obra del gótico catalán, mostrando por el lado de la iglesia a Elisenda vestida de reina y por el lado del claustro como una penitente.
En la parte visible desde de la iglesia la figura yacente de la reina se encuentra revestida de majestad con corona, y por el lado del claustro lleva un austero traje de viuda o monja, lo que indica claramente la doble vida de esta mujer. Tuvo fama de buena persona, amante de la familia, de ser atenta con todos y sobre todo de conocedora de la tierra. Esta era la virtud que más complacía a sus súbditos. Un retrato suyo forma parte de la Galería de Catalanes Ilustres del Ayuntamiento de Barcelona.